# Kuap
Kuap is een bestuurslaag in het regentschap Batang Hari van de provincie Jambi, Indonesië. Kuap telt 1250 inwoners (volkstelling 2010).